# Convenção OSPAR

Área abrangida pela Convenção OSPAR.

A Convenção OSPAR, ou Convenção para a Protecção do Meio Marinho do Atlântico Nordeste, é uma convenção internacional adoptada em Paris, no âmbito da reunião ministerial das Comissões de Oslo e Paris, em 22 de Setembro de 1992, resultante da fusão e actualização da Convenção para a Prevenção da Poluição Marítima Causada por Operações de Imersão Efectuadas por Navios e Aeronaves, assinada em Oslo a 15 de Fevereiro de 1972 (Convenção de Oslo), e da Convenção para a Prevenção da Poluição Marítima de Origem Telúrica, assinada em Paris a 4 de Junho de 1974 (Convenção de Paris).